# Osborne 1
Osborne I bilo je uspješno prijenosno računalo koje je na tržište izašlo 3. travnja 1981. Ovo računalo je proizvela američka tvrtka Osborne Computer Corporation, i težilo je 10,7 kg, a koštalo je 1795 dolara. Prodavano je zajedno s operacijskim sustavom CP/M i s nekoliko aplikacija. Ovaj način skupne prodaje sklopovlja sa softverom je postala uobičajena praksa koju su kasnije preuzeli ostali proizvođači CP/M sustava.

## Softver
Prilikom kupnje računala Osoborne 1, tvrtka Osborne je isporučivala nekoliko softverskih paketa. Njihov sadržaj je ovisio o vremenu kupnje računala. Tržišna cijena ovih paketa bila je oko 1500 dolara, ako bi se kupovali pojedinačno.
| Ime programa    | Inačica | Izdavač            | Vrsta                               | Godina | Broj dijela | Broj diskova |
| --------------- | ------- | ------------------ | ----------------------------------- | ------ | ----------- | ------------ |
| CBASIC2         |         | Digital Research   | Jezični prevoditelj                 | 1979.  |             |              |
| MBasic          |         | Microsoft          | Basic prevoditelj                   |        | 301002-02D  | 1            |
| Colossal Cave   |         |                    | Igra                                |        |             |              |
| Deadline        |         | Infocom            | Igra                                |        |             | 2            |
| dBase II        |         | Ashton-Tate        | Baza podataka                       |        |             |              |
| dBase II Tutor  |         | Ashton Tate        | Učenje korištenja programa dBase II |        |             | 6            |
| Nominal Ledger  | 2.7     | PeachTree Software | Računovodstvo                       | 1983.  | 2X09200-04  | 2            |
| Purchase Ledger | 2.7     | PeachTree Software | Računovodstvo                       | 1983.  | 2X09200-04  | 2            |
| Sales Ledger    | 2.7     | PeachTree Software | Računovodstvo                       | 1983.  | 2X09200-04  | 2            |
| SuperCalc       |         | Sorcim             | Tablični program                    | 1981.  | 301002-03   | 1            |
| Wordstar        | 2.26    | MicroPro           | Procesor riječi                     |        |             | 1            |